# Cryphioides
Cryphioides é um gênero de traça pertencente à família Arctiidae.